# I sette figli di Simenon
I sette figli di Simenon è la sesta indagine di Heredia, detective creato dalla penna dello scrittore Ramón Díaz Eterovic.